# Lunarsolar
Lunarsolar (en coreano: 루나솔라) (estilizado como LUNARSOLAR) fue un grupo de chicas surcoreano de cuatro miembros, formado por JPlanet Entertainment (que se fusionó con JYP Entertainment). El grupo debutó el 2 de septiembre de 2020 con su álbum single 'Solar: Flare'.

## Historia

### Predebut
Antes de unirse a JPlanet Entertainment, 3 de las 4 miembros estuvieron involucradas anteriormente en la industria de la música. Anteriormente, Taeryeong fue concursante de Produce 101 pero fue eliminada y clasificó en el puesto 57. Ella también participó en Mix Nine pero fue eliminada y se colocó en el puesto 46. Fue vista actuando con el grupo de chicas A-Daily en octubre de 2018, pero nunca fue anunciada como miembro oficial del grupo. También formó parte del grupo de chicas predebut de ONO Entertainment, Blackmamba.
Jian fue una exmiembro del grupo de chicas S.E.T con el nombre artístico TaeE y participó en The Unit: Idol Rebooting Project, pero fue eliminada y se colocó en el puesto 61.
Yuuri fue miembro del grupo de chicas japonesas I'S9 en 2013, hasta que salió (o se "graduó") en noviembre de 2015.
En 2018, JPlanet Entertainment anunció Rookie Planet, un proyecto para promover a sus aprendices (o "rookies") al mundo antes de su debut oficial. A menudo publicaron dance covers, vocal covers y vídeos de reacciones. Las miembros fueron reveladas en un período de 1 año, comenzando con Jieun (que luego se convirtió en Jian), Taeryeong, Hyeonjeong (que luego se convirtió en Eseo), Yuuri y Sujin. Sujin se fue del grupo en algún momento a principios de 2020. El 27 de marzo del 2020, Jian apareció en I Can See Your Voice 7, además de ser una musa de covers para el canal de YouTube MUPLY.

### 2020: Debut conSolar:FlareySolar: Rise
El 13 de julio del 2020, JPlanet Entertainment anunció que debutarían con su primer grupo de chicas y posteriormente lanzaron el logotipo. Publicaron "fotos identificativas" en el orden de Jian, Yuuri, Eseo y Taeryeong a partir del 13 de julio del 2020 y hasta el 16 de julio del 2020. Lanzaron versiones 'Lunar' y versiones 'Solar' de las fotos identificativas.
El grupo debutó el 2 de septiembre de 2020 con su álbum de sencillos Solar: Flare, junto con el vídeo musical de su canción principal "Oh Ya Ya Ya" y tuvieron su presentación de debut en MCountdown el 3 de septiembre del 2020.
El grupo lanzó su segundo álbum de sencillos 'Solar: Rise' y su canción principal "Dadada" el 7 de abril del 2021. El grupo anunció el mismo día que planeaban hacer su debut en la industria de la música japonesa y firmaron un contrato con el sello Teichiku Entertainment para futuras actividades japonesas con respecto a la música y la gestión. Son el primer artista en firmar bajo la asociación entre Teichiku y VICLIP, que fue anunciada el 24 de diciembre del 2019. El grupo también abrió su sitio web oficial japonés antes de su debut en Japón.

## Miembros
- Eseo (이서; Corea del Sur, 24 de marzo de 1996) de nombre real Noh Hyen Jeong, quien entrenó por un período de 4 años antes de debutar en LUNARSOLAR, siendo la líder y única rapera del grupo. Su actual agencia, JPlanet Entertainment es la única compañía a la que ha pertenecido, entrando allí gracias a su profesora de la universidad, quien mandó su audición. La única aparición pública que Eseo ha hecho previa a su debut fue en el programa de Mnet "Superstar K6".
- Taeryeong (태령) (Incheon, Corea del Sur; 27 de diciembre de 2000) de nombre real Lim Jung Min es la bailarina principal del grupo. Asistió a la escuela "SOPA" (School of Performing Arts, conocida por ser el centro educativo de numerosos idols), en Seúl, graduándose del departamento de danza. Taeryeong ha dicho que mantiene una relación cercana con Yoojung y Doyeon (Weki Meki), Eunbin (CLC).
- Jian (지안)
- Yuuri (유우리)

## Discografía

### Álbumes de sencillos
| Título       | Detalles | Posición más alta en las listas | Ventas       |
| Título       | Detalles | KOR                             | Ventas       |
| ------------ | --- | ------------------------------- | ------------ |
| Solar: Flare | - Lanzamiento: 2 de septiembre del 2020 - Discográfica: JPlanet Entertainment - Formato: CD, descarga digital, streaming Lista de canciones 1. Oh Ya Ya Ya (노는 게 제일 좋아) 2. Oh Ya Ya Ya (노는 게 제일 좋아) (Inst.)                | 40                              | - KOR: 4.360 |
| Solar: Rise  | - Lanzamiento: 7 de abril del 2021 - Discográfica: JPlanet Entertainment - Formato: CD, descarga digital, streaming Lista de canciones 1. Dadada 2. Bom Bi Di Bom 3. Lonely 4. Dadada (Inst.) 5. Bom Bi Di Bom (Inst.) 6. Lonely (Inst.) | 4                               |              |

### Sencillos
| Título                            | Año  | Posición más alta en las listas | Álbum         |
| Título                            | Año  | KOR                             | Álbum         |
| --------------------------------- | ---- | ------------------------------- | ------------- |
| "Oh Ya Ya Ya" (노는 게 제일 좋아) | 2020 | —                               | SOLAR : flare |
| "Dadada"                          | 2021 | 8                               | SOLAR : rise  |

## Filmografía

### Vídeos musicales
| Título        | Año  | Director (es) | Notas  |
| ------------- | ---- | ------------- | ------ |
| "Oh Ya Ya Ya" | 2020 |               |        |
| "Dadada"      | 2021 | Shin Heewon   | [ 25 ] |

## Premios y nominaciones
| Ceremonia de premiación  | Año  | Categoría                       | Nominado (s) | Resultado | Ref.   |
| ------------------------ | ---- | ------------------------------- | ------------ | --------- | ------ |
| Korea First Brand Awards | 2021 | Premio a nueva artista femenina | LUNARSOLAR   |           | [ 26 ] |